# Magnolia sapaensis
Espèce
Statut de conservation UICN

 VU D2 : Vulnérable
Magnolia sapaensis est une espèce de plantes à fleurs de la famille des Magnoliacées. C'est un arbre endémique du Viêt Nam.

## Description
C’est un arbre.

## Répartition et habitat
C'est une plante endémique du Viêt Nam.